# Alligator Records
Alligator Records — американський незалежний блюзовий лейбл, заснований 1971 року Брюсом Іглауером.

## Створення
Брюс Іглауер, що з початку 1970 року працював клерком у Delmark Records і був фанатом блюзового гітариста і співака Хаунд-Дога Тейлора, запропонував своєму роботодавцю Бобу Кестеру записати Хаунд-Дога з його гуртом The HouseRockers. За межами чиказьких Саутсайду та Вестсайду виконавці були практично невідомими, тому Кестнера ідея не зацікавила. Іглауер вирішив записати і просувати улюбленого виконавця власним коштом. Він утворив лейбл Alligator Records, вклав у проєкт отримані у спадщину від діда $2500, молодшим бізнес-партнером став його друг Веслі Рейс, також шанувальник Хаунд-Дога Тейлора, що додав ще $1000. Наслідуючи Кестнера, Брюс орендував час на студії звукозапису Sound Studios і 25 травня та 2 червня 1971 року вони записали наживо кілька дублів двадцяти п'яти пісень у виконанні Тейлора (гітара, слайд-гітара), Брюера Філліпса (гітара) та Теда Харві (барабани), мікшуючи безпосередньо під час запису. На решту грошей, що лишилася після розрахунку зі студією та гуртом, Іглауер замовив 1000 копій альбому, який отримав назву Hound Dog Taylor and the HouseRockers. Перший реліз новоствореного лейбла Alligator Records відбувся у серпні того ж року. Іглауер доклав значних зусиль до просування альбому, пропонував його FM-радіостанціям та музичним магазинам і досяг певних успіхів у продажах.
У наступні роки на лейблі виходило приблизно по одному альбому на рік: Big Walter Horton with Carey Bell (1972), The Son Seals Blues Band (1973), Natural Boogie Хаунд-Дога Тейлора та Somebody Loan Me a Dime Фентона Робінсона (1974), оскільки надходження за попередній альбом мали фінансувати наступний запис.

## Перші успіхи
Прорив стався 1974 року, коли лейбл, у зв'язку з закриттям Chess Records, підписав контракт з відомою співачкою Коко Тейлор. 1975 року Alligator випустив її альбом I Got What It Takes, що був номінований на Греммі і поклав початок багаторічній співпраці лейблу з «Королевою блюзу». Коко записала з Alligator ще 8 альбомів (останній — 2007 року), 7 з яких стали номінантами на Греммі та лауреатами Blues Music Award.
Наступного року на Греммі номінувався третій, посмертний, альбом Хаунд-Дога Тейлора Beware of the Dog (Alligator, 1975).
1978 року Alligator підписав контракт, у травні записав на студії Curtom Studios і випустив альбом Ice Pickin'  з легендарним блюзовим гітаристом Альбертом Коллінзом. Кар'єра Коллінза в цей час йшла на спад, але відновилася з виходом альбому. Визнаний критиками і шанувальниками як найкращий альбом, записаний Колінзом до цього часу, Ice Pickin'  отримав дуже позитивний відгук у огляді Rolling Stone і номінувався 1979 року на Греммі в категорії «Найкращий етнічний або традиційний запис», але це був не єдиний успіх Alligator. Того ж року на Греммі номінувалися I Hear Some Blues Downstairs (1977) Фентона Робінсона та збірка-антологія Living Chicago Blues за участю Кері Белла, Джиммі Джонсона, Едді Шоу, Лефт-Хенда Френка. Це був початок широкого визнання лейблу Alligator Records. Співпраця з Альбертом Коллінзом згодом додала у дискографію Alligator ще три його сольні альбоми: Frostbite (1980), Don't Lose Your Cool (1983) та Cold Snap (1986), він також взяв участь у Showdown! (1985).

## Визнання та досягнення
Першу премію «Греммі» Alligator отримав 1983 року за альбом I'm Here Кліфтона Шеньє. Альбом Showdown! (1985) Альберта Коллінза, Джонні Коупленда та Роберта Крея приніс лейблу другу Греммі  та премію Blues Music Award, а Queen of the Blues(1985) Коко Тейлор номінувався на Греммі і також отримав Blues Music Award. Третя Греммі лейблу — альбом Lay Your Burden Down (2009) Бакуїта Зайдеко.
Друга половина 1980-х — початок 1990-х років відзначилися великим ростом лейблу. Іглауер шукав та знаходив нові таланти, записував та пропагував наступне покоління блюзу: Тінслі Елліс, Кенні Ніла, Вільямв Кларка, тріо Saffire — The Uppity Blues Women, гурт Little Charlie & The Nightcats, Дейва Хоула та інших. Паралельно Alligator віддавав данину таким вже відомим зіркам блюзу, як Чарлі Масселвайт, Елвін Бішоп та Бадді Гай. 
В 1990-ті Alligator підписав контракти з молодою співачкою Шемекією Коупленд, дочкою техаського гітариста Джонні Коупленда, та революційним новатором Корі Гаррісом, тим самим фактично визначив напрямок розвитку блюзу на наступний період.
З часу свого заснування Alligator Records випустив близько 400 блюзових, блюз-рокових та рок-альбомів і перетворився на головний незалежний блюзовий лейбл у світі. Серед його досягнень три записи, що отримали премію Греммі, 41 альбом, номінований на цю нагороду, понад 100 музичних премій Blues Music Awards та понад 70 премій Living Blues Awards.
До колишніх та теперішніх виконавців лейблу належать такі різні й відомі виконавці, як Хаунд Дог Тейлор, Коко Тейлор, Альберт Коллінз, Марсія Болл, Лонні Брукс, Кері Белл, Ліл Ед Вільямс, Джиммі Джонсон, Віллі Діксон, Томмі Кастро, Едді Кліервотер, Джеймс Коттон, Шемекія Коупленд, Сем Лей, Чарлі Масселвайт, Лонні Мак, Коко Монтойя, Меджик Слім, Гітара Шорті, Едді Шоу, Кліфтон Шеньє, JJ Grey & Mofro, Лі Рокер та ін.